# Daniel Viotto
Walter Daniel Cayetano Viotto (Tupungato, Mendoza, Argentina, en 1961) es un periodista argentino y expresentador de noticias de la cadena CNN en su versión "en español". Actualmente, es director ejecutivo y cofundador de TO2 Network, un sitio de noticias en Internet.

## Biografía
Viotto llegó a CNN en Español en el año 1997, cuando Time Warner, la compañía propietaria de CNN decide apuntar al mercado hispano con la versión en español de 24 horas; de esta manera comienza su labor hasta llegar a ser, uno de los principales presentadores de la cadena[cita requerida].
Antes de incorporarse a CNN en Español, Viotto se desempeñó como reportero en KVEA Canal 52 de Telemundo en Los Ángeles, California. Durante su tiempo con Telemundo, fue distinguido con los premios Golden Mike (Micrófono de Oro) al "Mejor Informe Noticioso", "Mejor Especial de Noticias" y por su participación en el Noticiero 52 de KVEA. [cita requerida]Anteriormente, Viotto fue reportero independiente para la cadena Univisión en Los Ángeles.
En el año 2010 es invitado a participar por Leandro Viotto Romano de su libro "Las voces del éxito" junto a  Marcos Aguinis, Álvaro Vargas Llosa, Mónica Cavallé, Yoani Sánchez y personalidades empresariales como el director general de Google para América Latina, el director de Microsoft latam, ejecutivos de Deloitte, Macdonalds, Mercadolibre.com, Skanska, Nextel y OLX.
El confiesa que sueña con regresar a trabajar a la Argentina, su país natal.[cita requerida]

## CNN en Español
Se unió a la cadena CNN en Español desde sus comienzos en 1997. Durante años, condujo el programa "Encuentro con Daniel Viotto", que constaba de 2 emisiones con noticias y reportajes en vivo de la mano de los periodistas y corresponsales más reconocidos de la cadena. A ese programa, se le sumó en un principio "Directo desde EEUU" y "Las Noticias", reemplazando a Jorge Gestoso, quien acompañaba a Patricia Janiot en dicho informativo. Además de Encuentro, daba lectura a las dos últimas ediciones de Nuestro Mundo y cuando el programa Al Cierre estaba en el aire, daba lectura al breve segmento noticioso de dicho programa.
Viotto tuvo la oportunidad de realizar coberturas de eventos de importancia mundial desde la sede de CNN en Atlanta. Entre los más destacados se cuentan: bombardeos de Belgrado y Kosovo; la Investidura presidencial de George W. Bush en 2005; liberación de Augusto Pinochet en Londres y posterior traslado a Chile, retorno de Elián González a Cuba. Además Viotto cubrió en Nueva York las secuelas de los Atentados del 11 de septiembre de 2001 y en Chile el terremoto de 2010.
Daniel Viotto, en CNN en Español, tuvo la oportunidad de entrevistar importantes personalidades. Entre las más destacas se incluyen: a John Kerry, Howard Dean, Wesley Clark, Dennis Kusinich, Jean Bertrand Aristide desde el Palacio Presidencial de Haití 48 horas antes de su renuncia, al expresidente de Bolivia, Gonzalo Sánchez de Lozada horas antes de su renuncia y a su sucesor Carlos Mesa.
En el 19 de noviembre del 2010, al aire de CNN dijo que se retiraba de la cadena de noticias para comenzar nuevos proyectos. Finalmente, dejó el canal el 21 de enero de 2011.

## Galardones
Fue galardonado en varias oportunidades con presigiosos premios otorgados en Estados Unidos e Iberoamérica,[cita requerida] por sus reconocidas coberturas periodísticas que incluyen desde los bombardeos de la OTAN en Belgrado y Kosovo;[cita requerida] la ceremonia de juramento del presidente estadounidense George W. Bush; la liberación de Augusto Pinochet en Londres y su traslado a Chile, y el retorno del niño Elián González a Cuba. Recientemente, cubrió el Terremoto de Chile de 2010 y como refuerzo a los reporteros de CNN Chile y Radio Bío Bío, más otros medios asociados a dicha cadena.